# Ervin László
Ervin László (Budapest, 12 giugno 1932) è un filosofo e pianista ungherese con cittadinanza statunitense, considerato il fondatore della teoria dei sistemi.
È stato candidato due volte (2004 e 2005) al premio Nobel per la pace, nel 2001 ha ricevuto il Goi Award e nel 2005 il Mandir of Peace Prize. Ha pubblicato circa 75 libri e più di 400 articoli, ed è l'editore di World Futures: The Journal of General Evolution.

## Biografia
È nato a Budapest, in Ungheria, nella "classe media benestante" della città, e in una famiglia che, per i suoi "centri di interesse e di occupazioni, era considerata parte dell'intellighenzia locale"; suo padre, nato a Sibiu in Transilvania, era venuto a studiare legge a Budapest (ma alla fine divenne un produttore di scarpe rilevando la fabbrica del suocero). Si innamorò di una pianista il cui padre, calzolaio, aveva aperto un laboratorio di scarpe da donna (Graziosa Shoes). Appassionato di musica, la moglie era anche la sorella di un violinista, agnostico e amante della filosofia, che visse per un certo periodo sotto lo stesso tetto, sopra il laboratorio di scarpe di famiglia. Lì, il bambino Ervin László si dimostrò precoce e dotato anche per la musica. Ha iniziato a suonare il pianoforte all'età di cinque anni e all'età di 9 anni ha tenuto il suo primo concerto per pianoforte, un concerto di Mozart. con l'Orchestra Sinfonica di Budapest. Suo padre, grazie al laboratorio di scarpe, guadagnava abbastanza.
Dopo la seconda guerra mondiale lasciò l'Ungheria per gli Stati Uniti. All'età di 35 anni, abbandonò bruscamente la sua carriera concertistica e passò alla filosofia della scienza con una domanda che lo guiderà sempre: qual è il senso della vita. 
Invitato dalle principali università, incontrò grandi filosofi e scienziati tra cui Ludwig von Bertalanffy e Ilya Prigogine. Dice di essere stato influenzato da David Bohm e dalla fisica quantistica, ma più in generale, è interessato al lavoro scientifico e agli approcci filosofici che ci permettono di comprendere meglio il mondo, in modo sistemico e unificato. Carine Dartiguepeyrou, nel 2013, osserva che László "insiste sulla necessità di uscire dal carattere duale del nostro rapporto con il vivente, che consiste nel separare l'uomo dalla natura. La rivoluzione deve avvenire a livello di coscienza e questo è chiamato ad essere planetario. Dobbiamo evolvere ed evolvere la nostra coscienza perché, come diceva Albert Einstein, "nessun problema può essere risolto senza cambiare il livello di coscienza che lo ha generato" (...) Ervin László enfatizza questa dimensione parlando di co-evoluzione su tre livelli: la consapevolezza che siamo invitati ad evolvere con gli altri esseri umani, il resto dei viventi e il cosmo".
Nella sua ricerca unificante, László è particolarmente interessato alle nozioni di "informazione" e auto-organizzazione nei sistemi viventi e ai meccanismi della coscienza. Iniziò a scrivere con il suo primo libro nel 1963, un saggio di metafisica, che descrisse come "incentrato sulla natura essenziale dell'universo, della vita e della società", intitolato "Società essenziale: una ricostruzione ontologica". Seguirono più di 70 altri libri. 
Nel 1993, a seguito di una sua esperienza nel Club di Roma, fonda il Club di Budapest. È stato direttore dello United Nations Institute for Training and Research (UNITAR), ed è attualmente consulente del Direttore Generale dell'UNESCO, oltre ad essere membro dell'Accademia ungherese delle scienze.

## Vita privata
Nel 1956 ha sposato Carita Jägerhorn af Spurila con la quale ha avuto due figli.